# Xavi Andorrà
Xavier Andorrà Julià (sinh 7 tháng 6 năm 1985) là một cầu thủ bóng đá Andorra thi đấu ở vị trí tiền đạo cho FC Andorra.

## Sự nghiệp
Andorrà bắt đầu sự nghiệp năm 2004 cùng với FC Andorra, và cũng từng đá cho CD Benicarló, Gimnástico Alcázar và CD Binéfar. Anh ra mắt quốc tế năm 2005.